# Брайе, Мишель Сильвестр
Мишель Сильвестр Брайе (фр. Michel Silvestre Brayer; 31 декабря 1769, Дуэ — 28 ноября 1840, Париж) — французский военный деятель, дивизионный генерал (1813), граф (1815), участник революционных и наполеоновских войн. Имя генерала выбито на Триумфальной арке в Париже.

## Биография
Начал военную службу 20 апреля 1782 года простым солдатом в швейцарском полку Райнхарта. 23 декабря 1793 года был избран сослуживцами старшим аджюданом 3-го батальона волонтёров департамента Пюи-де-Дом. В ноябре 1793 возглавил гренадерскую роту. 31 июля 1800 года назначен командиром батальона 103-й полубригады линейной пехоты, с которым отличился в сражении при Гогенлиндене, где захватил 4 неприятельских орудия. 8 апреля 1803 года генерал Ней вручил Брайе Почётную саблю за это сражение.
22 декабря 1803 года произведён в майоры 9-го полка линейной пехоты. 5 февраля 1805 года назначен командиром 2-го элитного полка, состоящего из батальонов гренадер 9-го и 81-го линейных полков. В Австрийской кампании 1805 года сражался в легендарной гренадерской дивизии генерала Удино. Отличился в сражении при Вертингене. При Холлабрунне атаковал левый фланг русского арьергарда и захватил 800 пленных, а при Аустерлице – 8000 пленных.
27 декабря 1805 года получил звание полковника, и стал командиром 2-го полка лёгкой пехоты. Принимал участие в Прусской кампании 1806 года и Польской кампании 1807 года. Командовал авангардом в корпусе Лефевра. Отличился при осаде Данцига, где захватил остров Нерунг. Участвовал в сражении при Гейльсберге. 14 июня был тяжело ранен в сражении при Фридланде.
С 1808 года сражался на Пиренейском полуострове в составе 1-й пехотной дивизии 2-го корпуса Армии Испании. 10 ноября 1808 года отличился в сражении при Бургосе, 19 ноября в сражении при Сан-Висенте захватил более 1000 пленных.
26 марта 1809 года произведён в бригадные генералы, и назначен командиром 2-й бригады 2-й пехотной дивизии 5-го корпуса Армии Испании. Отличился при осаде Опорто, в сражении при Оканье и в боевых действиях в Сьерра-Морена. Во главе двух полков занял позицию Пенья-Перас, считавшуюся ключом к Андалусии. В 1811 году – командир 1-й бригады 1-й пехотной дивизии 5-го корпуса Армии Испании, сражался при Мериде. 5 августа 1811 года при Вильягарсиа штыковым ударом выбил с позиции 5000 испанцев, захватил защищаемое ими плато, что привело к победе французов в битве. Отличился в сражении при Геборе и при осаде Бадахоса. В сражении при Альбуэре был ранен пулей в левую ногу, но смог взять в штыки позиции, защищаемые англичанами. За эти действия получил дотацию в 2000 франков.
Продолжая передвигаться с помощью костылей, 3 апреля 1813 года присоединился к Великой Армии и принял участие в Саксонской кампании 1813 года. 25 мая 1813 года отличился в сражении при Бунцлау, где под сильным огнём неприятеля смог восстановить мост и захватить его позиции. 12 июня 1813 года – командир 1-й бригады 8-й пехотной дивизии 3-го корпуса Великой Армии. Ранен в сражении при Дрездене. 31 августа 1813 года – дивизионный генерал. 19 октября при Лейпциге под ним была убита лошадь, а сам Брайе повредил бедро.
С 7 ноября 1813 года командовал 35-й пехотной дивизией 1-го корпуса. Участвовал во Французской кампании 1814 года под командой маршала Макдональда. Сражался 4 февраля при Шалоне, 9 февраля Ферте-су-Жуарре, 11 февраля при Монмирале и при Бар-сюр-Сене.
При первой Реставрации оставался с 8 июля 1814 года без служебного назначения. 10 марта 1815 года воссоединился с Наполеоном в Лионе и 20 марта был назначен губернатором Версаля. 3 апреля получил почётную должность камергера Императора и назначен командиром 19-й пехотной дивизии 6-го корпуса. 22 апреля возглавил дивизию Молодой гвардии, направленную 18 мая в состав Вандейской армии генерала Ламарка. 2 июня 1815 года получил титул пэра Франции. 20 июня отличился в сражении при Рошсервьере.
После второй Реставрации 24 июля 1815 года бежал из Франции и 18 сентября 1816 года был заочно приговорён к смертной казни. Сперва генерал Брайе оказался в Пруссии, затем в США, откуда по приглашению генерала Карреры перебрался в Аргентину под именем Мигель Брайер. В феврале 1817 года присоединился к армии генерала Сан-Мартина, сражающегося за независимость Чили, под командой генерала О'Хиггинса принимал участие в осаде Талькахуано.
2 июня 1821 года получил амнистию и возвратился на родину. 1 апреля 1829 года зачислен в резерв Генерального штаба. При Июльской монархии назначен 4 августа 1830 года командующим 5-го военного округа в Страсбурге. В 1832 году - пэр Франции. С 1833 по 1835 год занимал пост генерального инспектора пехоты. 30 сентября 1835 года определён в резерв и в 1839 году окончательно вышел в отставку.
Умер 28 ноября 1840 года в Париже в возрасте 70 лет, и был похоронен на кладбище Пер-Лашез.

## Воинские звания
- Капитан (16 ноября 1793 года);
- Командир батальона (31 июля 1800 года);
- Майор (22 декабря 1803 года);
- Полковник (27 декабря 1805 года);
- Бригадный генерал (26 марта 1809 года);
- Дивизионный генерал (31 августа 1813 года).

## Титулы
- Герб барона Барон Брайе и Империи (фр. baron Brayer et de l'Empire; декрет от 19 марта 1808 года, патент подтверждён 9 марта 1810 года в Париже);
- Граф Брайе и Империи (фр. comte Brayer et de l'Empire; 2 июня 1815 года)[1].

## Награды
Легионер ордена Почётного легиона (25 марта 1804 года)
 Офицер ордена Почётного легиона (24 марта 1807 года)
 Коммандан ордена Почётного легиона (12 ноября 1808 года)
 Великий офицер ордена Почётного легиона (1830 год)
 Большой крест ордена Почётного легиона (15 февраля 1836 года)
 Кавалер военного ордена Святого Людовика (8 июля 1814 года)
- Почётная сабля (8 апреля 1803 года)